# آريان سيجديل
آريان سيجديل هو منتج أفلام وممثل نيبالي، ولد في 5 أغسطس 1980 في نيبال.

## وصلات خارجية
- آريان سيجديل على موقع IMDb (الإنجليزية)
- آريان سيجديل على موقع قاعدة بيانات الأفلام العربية
- آريان سيجديل على موقع قاعدة بيانات الفيلم (الإنجليزية)
- آريان سيجديل على موقع كينوبويسك (الروسية)